# Didymoplexiopsis
Didymoplexiopsis là một chi thực vật có hoa trong họ Lan.